# Im Schlaraffenland

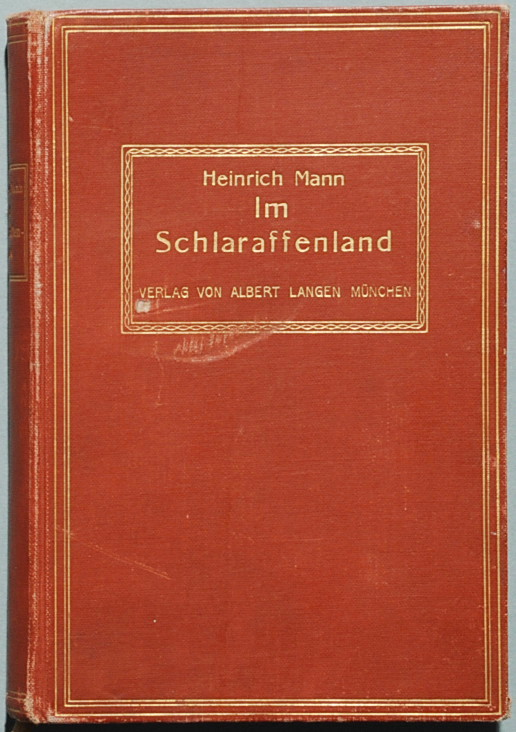
Einband der Erstausgabe

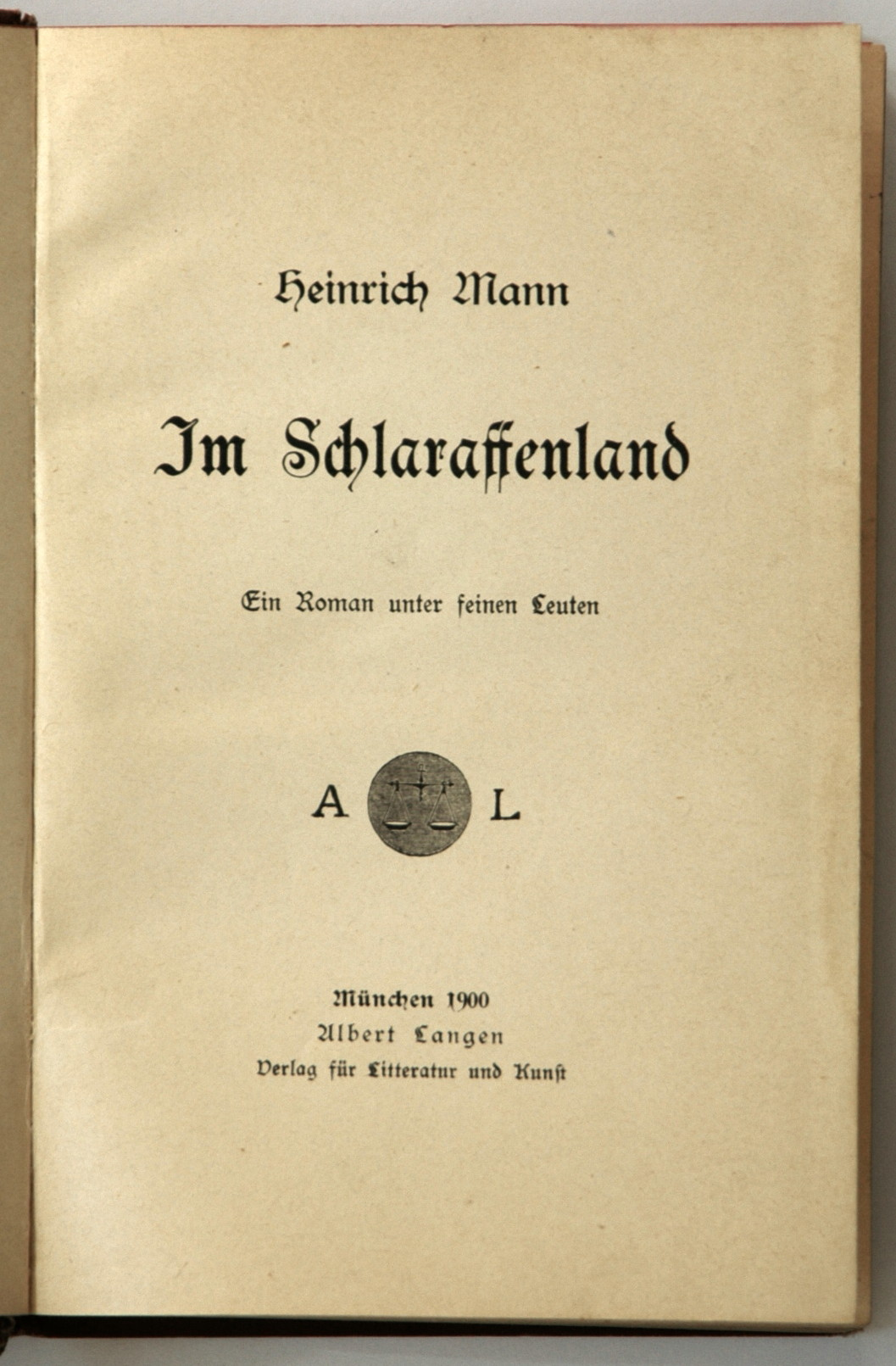
Titelblatt der Erstausgabe

Im Schlaraffenland. Ein Roman unter feinen Leuten ist der Titel des 1900 publizierten ersten sozialkritischen Romans von Heinrich Mann. Am Beispiel der Karriere des aus einfachen Verhältnissen stammenden Studenten Andreas Zumsee in der Berliner Gesellschaft um 1895 parodiert der Autor das traditionelle Muster des Bildungs- und Entwicklungsromans.

## Inhalt
Karriereplanung
Andreas Zumsee, Sohn einer kinderreichen rheinischen Winzerfamilie, denkt in seinem ersten Studienjahr 1893 in Berlin über seine Karriere nach (Kap. 1). Er hat einige Gedichte und eine Novelle im „Gumplacher Anzeiger“ veröffentlicht, die ihm die Gunst des Mäzens der Stadt Schmücke eingebracht hat, und fühlt sich nicht zum Lehrer am Progymnasium, sondern zum Schriftsteller berufen. Bei einer Faust-Aufführung im Königlichen Schauspielhaus (Ostersonntag 1894) beobachtet er „mit zu großer Ehrfurcht vor den Mächtigen der Erde“ (Kap. 3) bewundernd von seinem billigen Platz in der Galerie die Professoren und Literaturkritiker im Parkett, neben denen er gern sitzen würde. Er kommt ins Gespräch mit seinem Nachbarn, dem Schriftsteller Friedrich Köpf, der ihm verspricht, ihn in den Journalistenkreis im Café Kühlemann (Café Hurra) in der Potsdamer Straße einzuführen. Dort könne er Kontakte zur Presse knüpfen. Andreas zweiter Mentor wird der „Nachtkurier“-Journalist Kaflisch, der die Chancen eines schönen Jünglings aus der Provinz erkennt, in der Gesellschaft Karriere zu machen, und ihm seinen Blick hinter die Kulissen der feinen Gesellschaft schärft.
Café Hurra
Die Journalisten und Literaten im Künstler-Café behandeln ihn freundlich, weil sie ihn nicht als ernsthaften Konkurrenten, sondern als naiven und fröhlichen Rheinländer einschätzen (Kap. 2). Er bekommt kleine Aufträge und gibt sein Studium auf, aber er kann sich damit nicht finanzieren und die elterliche Unterstützung reicht für die Ausgaben kaum aus. Nach einem halben Jahr sieht er ein, dass er auf diesem Weg nicht weiterkommt, und fragt Köpf um Rat. Dieser sagt ihm offen, er habe den Misserfolg vorausgesehen und solle das Café als Erfahrung abhaken. Aber er sei ein Gesellschaftsmensch und strahle etwas Glückliches aus. Andreas weiß nicht, ob Köpf dies ironisch meint, aber der Leser erfährt, dass es für Köpf „den Reiz eines interessanten Experimentes“ hat, „den Jüngling auf seiner schlüpfrigen Bahn zu leiten und mit Verhaltungsmaßregeln zu versehen“ (Kap. 7). Er rät ihm, als Dramatiker zu arbeiten, und nennt ihm zwei Adressen: Chefredakteur Dr. Bediener vom „Berliner Nachkurier“ solle ihm eine Empfehlung an Türkheimers geben.
Türkheimers Hofstaat
Mit einem Schreiben seines rheinländischen Mäzens Schmücke gelingt dem 23-jährigen Andreas der Zugang zu Bediener und dieser empfiehlt ihn aus Verbundenheit mit dem alten liberalen Freund als jungen begabten Literaten bei Türkheimers (Kap. 3). Bereits nach der Abgabe von Bedieners Karte im Palais in der Hildebrandtstraße erhält er von Adelheid, der Gattin des Bankiers und Generalkonsuls von Puerto Vergogna James Louis Türkheimer, eine Einladung zur Soiree am 10. November (Kap. 4–6). Hier trifft er auf die großbürgerliche Gesellschaft Berlins, Bankiers, Fabrikanten, Staatsbeamte gemischt mit Theaterleuten, Schauspielerinnen und Literaten, und fühlt sich als rheinischer Provinzler deplatziert. Aber er erfährt einiges über das Beziehungsnetz z. B. über die emanzipierte intellektuelle Türkheimer Tochter Asta und ihren zukünftigen Mann, den Geheimen Rat und Freiherrn Botho von Hochstetten oder über den von der Schauspielerin und ehemaligen Türkheimer Geliebten Lizzi Laffé  protegierten Schriftsteller Diederich Klempner. Andreas merkt schnell: „Das Geld rollt[-] hier unter den Möbeln umher. Gewiss t[u]t keiner etwas anderes, als sich die Taschen zu füllen. Welch ein Wohlleben in diesem Scharaffenland!“ Etwaige Probleme werden hier mit Geld gelöst. (Kap. 4) Frau Türkheimer findet Gefallen an Andreas. Der 45-Jährigen wurde gerade durch einen geschäftlichen Deal ihres Mannes ihr Achtmillionen-Geliebter Ratibohr entzogen. Dafür toleriert der Bankier einen für ihn ungefährlichen neuen Favoriten seiner Frau. Ratibohr hat sich als Ersatz bereits eine junge Schauspielerin, das Sylphenmädchen Werda Bieratz, ausgewählt. Andreas Gesprächspartner ahnen seine künftige Rolle bei Adelheid Türkheimer und sein Kollege Klempner vergleicht ihn mit Jung-Siegfried und Parsifal. Nachdem er auch Glück im Roulette-Spiel hat und mehr als 1000 Mark gewinnt, verlässt er mit gesteigertem Selbstwertgefühl die Villa.
Die Mäzenin
Andreas rascher Erfolg versetzt ihn in eine Stimmung der Überheblichkeit über die feine Gesellschaft (Kap. 7). Er berichtet Köpf ausgelassen über den Abend und karikiert die Gäste. Dann lässt er sich bei der Maßschneiderei Behrendt auf Adelheid Türkheimers Empfehlung neu einkleiden. Jetzt kann er tadellos ausgestattet im Salon der Mäzenin zum freitäglichen Jour fixe erscheinen (Kap. 7). Hier herrscht die Stimmung einer an „Überfeinerung zugrunde gehenden Gesellschaft“, der die in den Räumen aufgestellten erotischen Plastiken Claudius Mertens entspricht, und zugleich, wie ein Kritiker bemerkt, einer „müden Rasse“. Auch der Zionist Liebling vermisst die moralische Stärke der Jugend. Andreas hält sich in den Gesprächen geschickt zurück, flicht in seine Konversation geschickt Spruchweisheiten und Zitate ein, die der zuvor gehört hat, und provoziert gelegentlich zu seiner Profilierung durch kritische Bemerkungen, z. B., „alles Bestehende ist heutzutage unsicher, und kein Mensch weiß, ob er nicht eines Tages wird arbeiten müssen.“ Als Frau Türkheimer ihn zur Sonntag-Matinee-Vorstellung des sozialen Dramas „Rache“ einlädt, entwickelt er spontan eine Eroberungsstrategie (Kap. 8). Er spielt eine Marotte vor, als katholischer Rheinländer wegen einer geheimen sündigen Leidenschaft, zur Beichte gehen zu müssen. Als Adelheid ihm ironisch die Absolution für seine Gedankensünde erteilt, weiß er, dass sie auf seine Werbung eingeht.
Das Revolutionsstück „Rache“ ist beim großbürgerlichen Publikum und der liberalen Presse ein großer Erfolg. Es stellt sich heraus, dass Klempner der Autor ist. Dadurch angeregt fordert Frau Türkheimer Andreas auf, auch ein Drama zu schreiben, dessen Aufführung sie protegieren würde.
Adelheid Türkheimer besucht Andreas kurz nach der Theateraufführung in seinem neuen Zimmer in der Dorotheenstraße (Kap. 8). Er spielt ihr „[d]ie liebe Unschuld“ und, was ihre Phantasie besonders anregt, den Dichter in der Mönchskutte vor und sie beginnen schnell eine sexuelle Beziehung. Sie fühlt sich durch ihre Anziehungskraft auf einen schönen jungen Dichter geschmeichelt und verarbeitet damit Ratibohrs Verrat an ihr. Im Gegensatz zu ihrem ehemaligen Geliebten ist Andreas mittellos, muss für ihre Förderung dankbar sein und kann die Beziehung nicht von sich aus beenden. Andererseits ist Zumsee am Ziel seiner Eroberungswünsche bei einer reifen Frau und Mäzenin und sieht den überraschen schnellen Erfolg als Start in eine große Zukunft.
Aufstieg
Nach einer Zeit täglicher Besuche und Intimitäten zwischen beiden wird Andreas Zeuge einer Auseinandersetzung vor einer kleinen Gesellschaft in Türkheimers Villa, die auch ihn betrifft und Folgen für seine Karriere hat. Adelheid und Lizzi Laffé streiten vordergründig über ihre Protegés Zumsee und Klempner, aber der tiefere Grunde ist ihre private Rivalität. Am Ende verlässt die Schauspielerin das Haus endgültig, und mit ihr verliert ihr Günstling Klempner, dessen „Rache“-Proletariestück nach dem Premierenerfolg schnell in Vergessenheit geraten ist, die Unterstützung der Presse (Kap. 9). Diese Verabschiedung Lizzis ist auch im Sinne Türkheimers, der damit seine Affäre mit ihr auch gesellschaftlich beendet sieht, ohne selbst aktiv zu werden. Der gesellschaftliche Fall der Schauspielerin wird noch durch eine weitere Rivalität beschleunigt. Ihr neuer Förderer Reszscinski, ein Kollege des Barons von Hochstetten im Ministerium, wird ihr ausgerechnet von der Türkheimer-Tochter, der frisch vermählten Baronin Asta von Hochstätten, ausgespannt.
Andreas fühlt sich, obwohl er die Protektion als Mittel zum Aufstieg anstrebt, durch Adelheids Pläne, ihn als Dramatiker bekannt zu machen, instrumentalisiert, schreibt dann aber unter dem Titel „Die Verkannte“ eine Emanzipations-Satire, in der ein Ehemann ein Selbstgespräch über die plötzlich eingetretene seelische Leere seiner Frau führt, die er vergebens zu begreifen sucht. An einem literarischen Abend in der Villa Türkheimer karikieren der Schauspieler Kapeller und, in einer stummen komischen Pantomimenrolle, Werda Bieratz die Eheleute und der Dichter Zumsee wird vom von Adelheid geladenen Publikum und der liberalen Presse als großes Talent gefeiert (Kap. 10)
Das volkswirtschaftliche System Schlaraffenland
Nachdem er die Huldigungen entgegengenommen hat, fühlt Andreas auf seiner Höhe eine „olympische Langeweile! Denn das Glück zu herrschen, w[i]rd beträchtlich abgeschwächt durch die abgrundtiefe Verachtung, die man für die Beherrschten hegt[-]. Und das einzige, was dem Mächtigen auf seiner kahlen Höhe übrig[bleibt, ist] das wehmütige Vergnügen, die Menschen zu durchschauen“ (Kap. 10). Bereits zuvor hat der Journalist Kaflisch vom „Nachtkurier“ Zumsee den Türkheimer-Hofstaat erläutert, um ihm seine, allerdings nur gespielte, Hemmung zu nehmen, vom Geld des Bankiers als Ausgleich für seine Dienstleistungen bei Adelheid zu leben. Das „volkswirtschaftliche System […] das im Schlaraffenland die Grundlage alles wohltätig Bestehenden bilde[-]“, beruhe darauf, dass alle von Türkheimers rätselhaft erwirtschaftetem Reichtum abhängig seien: Die Presse und die Theater drucken und spielen nur das, was ihm gefällt und dafür bewirtet er die Gesellschaft großzügig in seinem Palais nach dem Prinzip „Leben und leben lassen“ und protegiert die Freunde bei ihrer Karriere. Ein großer Apparat von seinen Geschäftspartnern und den einflussreichen Beamten über die Journalisten und Künstler bis zu den Dienern und Kutschern leben in diesem „gesunde[n] Kommunismus, der sich in seinen berechtigten Grenzen hält.“ (Kap. 9) Nach diesen Belehrungen kann Adelheid seinen Stolz, von ihr Geld anzunehmen, schnell überwinden, zumal sie den Trick anwendet, ihn an Türkheimers Börsenspekulationen, z. B mit Aktien der „Texas Bloody Gold Mounts“, mit kleinen Beträgen zu beteiligen. So kann er mit den märchenhaften Gewinnen seinen Lebensstandard finanzieren und sein Gewissen beruhigen, denn mit dem Verlustrisiko „lebt[-] [man] unter der Hand einer höheren Fügung“ (Kap. 10).
Die hohe Korruption
Zumsees Wirtin Levzahn und ihre Tochter Sophie finden heraus, dass Andreas Geliebte eine Bankiersgattin ist, und versuchen sie zu erpressen (Kap. 10). Sie geht nicht darauf ein, mietet ihm eine hübsche Parterrewohnung und stattet sie elegant aus. Dieses Mal ist er bereit, sich formal das Geld von ihr zu leihen. Doch seine Unzufriedenheit mit seiner finanziellen Situation wird durch eine Börsenmanipulationen, die auch seine Anlagen betreffen, verstärkt und wirken sich auf seine privaten Beziehungen aus (Kap. 11). Der Bankier Schmeerbauch hat durch „[a]pokryphe Nachrichten“ in den Zeitungen einen Kursanstieg der Texas Goldaktien ausgelöst, der bereits durch die Korrektur der Falschmeldung am nächsten Tag zu einem Wertverlust führt. Viele kleine Anleger haben in der Hoffnung auf einen weiteren Anstieg Aktien gekauft und verlieren nun ihr Geld. Türkheimer dagegen, der die Aktion durchschaut oder sie sogar initiiert hat, wartet den Kursverlust ab und erwirbt dann die billigen Papiere. Während Schmeerbauch in die Kritik gerät und sich erschießt, wird Türkheimers abwartende Haltung als professionell bewundert. Adelheid, die schon ihr und Andreas Vermögen verloren glaubt, versucht den aufgebrachten Geliebten zu besänftigen, indem sie ihm von ihrer unglücklichen Ehe erzählt, in der sie von ihrem Mann für seine Geschäfte verkauft worden sei, und mit ihm aus der Stadt fliehen will. Dann erfährt sie erleichtert, dass auch sie und ihr Geliebter von Türkheimers Taktik profitiert haben. Andreas reagiert auf den Glückswechsel widersprüchlich. Zuerst empört er sich bei Kaflisch über die „Gaunereien der Finanzleute“, dann huldigt er Türkheimer und preist ihn als „Renaissancemensch, […] Eroberungstypus“ (Kap. 12). Als Trittbrettfahrer von dessen Geldanlagen träumt er jetzt davon, zu den Millionären aufzusteigen. Köpf gegenüber stellt er sein „Zweiseelenwesen“ allerdings etwas günstiger dar. Einerseits möchte auch er das Leben genießen, andererseits zeige ihm sein „Literatentum, die Kritik, mit der [er] vollgesogen [sei], […] immer wieder das Unerquickliche, Kleine an den Dingen.“ Er durchschaue die Menschen. Türkheimer habe ein schlechtes Gewissen und suche für seine Manipulationen „beschönigende[-] Wort[e]“. Die Literaten seien diesen „gewöhnliche[n] Ausbeuter[n]“ überlegen und diese brauchten die Freundschaft der Dichter nötiger als umgekehrt. Er werde Türkheimer seine Macht beweisen. Köpf fürchtet, wieder einmal in richtiger Vorausschau, die Selbstüberschätzung seines naiven Schülers.
Hedonismus
Obwohl Zumsee im Grunde sein Karriereziel erreicht hat, ist er unzufrieden, und als sich die Gelegenheit bietet, seine jugendliche Schönheit gegen den alten Türkheimer auszuspielen, nutzt er die Situation. Der Bankier verliebt sich in die 17-jährigige Arbeitertochter Agnes, weil das „[t]aufrische[-]“ Mädchen aus dem Volk, „das einzig Wahre“ sei (Kap. 11). Sie wird seine Mätresse, er nennt sie „Bienaimée“ und richtet ihr eine Villa luxuriös ein. Als Einweihungsfeier wird ein Maskenball veranstaltet (Kap. 12). In den Kostümen stecken im Wesentlichen die Türkheimer Freunde, außer Adelheid. Ihr feiner Konversationsstil kontrastiert stark mit dem schnoddrig-vulgären direkten Volkston der ungebildeten Agnes, die kein Geheimnis daraus macht, dass sie die feine Gesellschaft langweilt, dass der zuckerkranke Türkheimer auf sie altersschwach wirkt und sie sich lieber mit einem Märchenprinzen, den sie in einer pubertären Phantasie in Köpf erblickt, vergnügen will. Andreas erscheint zum Fest in der Verkleidung des Märchenprinzen und beginnt mit ihr eine sexuelle Beziehung, deren einzige Basis die gemeinsame Freude ist, ihren Gönner zu hintergehen (Kap. 13). Andreas rechtfertigt die Affäre mit der Erweiterung seiner „weltmännischen Erziehung“ zu der auch die täglich neue Eroberung der „boshafte[n], dürre[n] und alberne[n] Proletariertochter“ gehöre, denn Adelheids Liebe sei zu leicht und für ihn keine Herausforderung mehr. Er versinkt jetzt ganz in den luxuriösen Lebensstil. Literarisch arbeitet er im Gegensatz zu seinem Image als ständig Eindrücke sammelnden Dichter kaum noch. Seit er in den „Klub der Eroberer“ aufgenommen worden ist, trifft er sich abends mit seinen Bekannten aus dem Türkheimer-Kreis. Er lebt von seinen Börsengewinnen, genießt das Leben, pflegt den elitären Stil der feinen Gesellschaft, nennt sich „Andreas zum See“ und gibt den jungen Männern aus Gumplach, die seinen Rat erbitten, für ihre Karriere nach seinem arbeitssamen Vorbild hilfreiche Empfehlungen. Der ihn bewundernden Adelheid erklärt er, er besitze ein „zu empfindliches Organ für den kaum erst wahrnehmbaren Hauch des Zeitgeistes“, womit nur wenige des Geheimbundes ausgestattet seien, und fühle „den noch ungeborenen Kitzel einer hohen geistigen Korruption“ (Kap. 13).
Abstieg und Rückkehr zum Anfang
Nach Adelheid langweilt ihn auch Agnes und Andreas sucht als neuen Reiz die Esoterik und damit verbunden die Verführung Claire Pimbuschs, die sich, um der „blöden Wirklichkeit“ zu entfliehen, mit Drogen in „Ätherträume“ versetzt und sich an den gefährlichen Reisen durch Raum und Zeit berauscht (Kap. 13). Sie zitiert erotisch-sadistische Verse Baudelaires und er erschrickt vor ihrem hysterischen Anfall. Desillusioniert verlässt er ihr Haus, sieht seinen Misserfolg als persönliche Niederlage an und rächt sich dafür durch Abweisung und Misshandlung seiner Geliebten (Kap. 14).
Adelheid wird durch seine Kälte misstrauisch, vermutet eine andere Liebe, beobachtet ihn und entdeckt seine Beziehung zur Mätresse ihres Mannes. Während ihr die Affären Türkheimers gleichgültig sind, trifft sie Andreas Betrug schwer, denn sie hat ihm zur gesellschaftlichen Anerkennung verholfen und finanziert ihn. Andererseits macht sie sich Vorwürfe, einen naiven Dichter den Gefahren des Luxuslebens ausgesetzt zu haben. Schließlich berät sie sich mit ihrem Mann, der durch einen anonymen Brief bereits über die Vorgänge informiert ist, und ihrer Tochter. Sie einigen sich darauf, die Beziehungen und die finanziellen Unterstützungen aufzulösen und beauftragen Liebling mit der Regelung (Kap. 15). Da Zumsee und Agnes Matzke Geheimnisse des Türkheimer-Kreises kennen, sollen sie nicht verstoßen werden, sondern finanziell abhängig bleiben: Andreas durch einen Redakteursposten beim „Nachtkurier“ mit einem bescheidenen Gehalt, Agnes und ihr Vater durch eine großzügige Abfindung und der Zusage, dass Türkheimer ihr väterlicher Freund bleibt. Außerdem müssen die beiden heiraten, um die öffentliche Ehre der Mätresse herzustellen. Bestraft würden die beiden, meint Asta, durch den Alltag des kleinbürgerlichen Lebens.
Der Roman endet mit einer Szene in der Redaktion und schließt damit den Kreis zum Romananfang. Die Fahrt durchs Schlaraffenland ist zu Ende. Astas Vorhersage über die häusliche Misere mit Agnes und dem prügelnden Schwiegervater hat sich bewahrheitet. Zumsee ist Redakteur und kann seine Gedichte in der „Neuzeit“ veröffentlichen. Köpfs satirischen Roman lehnt er allerdings ab, weil sich dieser „über die höchsten Güter lustig [mache]“. Am Haus vorbei fährt eine Kutsche mit Türkheimer, dem inzwischen den Kronenorden vierter Klasse verliehen wurde, und dem Großfürsten der Walachei, der mit Unterstützung des Bankhauses James L. Türkheimer „die moderne Kultur in seinem Land [einführt]“. Begleitet werden sie von Adelheid und ihrem neuen Vertrauten Liebling. Alle sehen recht glücklich aus. „»Dumm, ruchlos und glücklich. Meinen Segen haben sie«, sagt Andreas. »Das habe ich davon […] Begierden, nicht zu stillen, und eine endlose Reue.« Es galt, sich zu beherrschen“ (Kap. 16).

## Form
Die Handlung wird im Wesentlichen traditionell linear in personaler Form zumeist aus der Perspektive Andreas erzählt, wobei der Autor gelegentlich auch die Gedanken und Gefühle anderer Personen wiedergibt, z. B. Köpfs oder Türkheimers, und die Hintergründe der Beziehung Pimbuschs und Hochstettens erläutert (Kap. 12). In den letzten Kapiteln erweitert sich die Perspektive. Die Kapitel 14 und 15 schildern die Beobachtungen  Adelheids, Türkheimers Familienbesprechung und die Abfindungsverhandlungen Lieblings mit Andreas und Agnes.
Die Thematik des aus einfachen Verhältnissen in die großbürgerliche oder adlige Gesellschaft aufgestiegenen jungen Mannes ist Heinrich Mann u. a. aus Maupassants Bel-Ami, Balzacs Verlorene Illusionen oder Stendhals Rot und Schwarz bekannt, wobei sich Maupassant als Vorlage einer „Musterparodie eines Bildungs- und Entwicklungsromans“ anbot.

## Rezeption
Aus dem Briefwechsel der Brüder Mann können Rückschlüsse auf die zeitgenössische Rezeption gezogen werden: In den ersten beiden Wochen wurden bereits 2000 Exemplare verkauft und im Jahr darauf folgte die zweite Auflage. Die meisten der über 30 Literaturkritiker würdigten das „Schlaraffenland“, u. a. Heinrich Hart, Michael Georg Conrad und Leo Greiner. Eduard Engels empfahl den Roman auf seiner Weihnachtsbücherliste.
Thomas Mann hebt die Rezension von Ludwig Ewers hervor, der das Schlaraffenland als neuen sozialen Roman gelobt und dem Buch weitere Käufer gewonnen hat, und erklärt 1911 den Erfolg des Buches mit dem Interesse der Leser am „Satyrischen“ und „Sozial-Kritischen“.
Schoeller fasst die gegenwärtige Rezeption zusammen: „Ein Geniestreich des noch nicht dreißigjährigen Heinrich Mann, der Anfang seiner Typologie des Deutschen Kaiserreichs, der Beginn des sozialkritischen Romans in der deutschen Literatur des 20. Jahrhunderts […] Mit seiner Veröffentlichung lässt sich die Erneuerung der Satire nach Heinrich Heine datieren. Heinrich Mann selbst verband mit dem Schlaraffenland-Roman den Auftakt seiner literarischen Laufbahn, die ihn als repräsentativen Chronisten und Kritiker unserer Nationalgeschichte seit Bismarck ausweisen sollte.“ Unterschiedlich wird die Zielsetzung der Satire bewertet. Nach Werner ist die Satire im „Schlaraffenland“ nicht auf Sozialkritik gerichtet, sondern darauf, einen „Tummelplatz der Deformation des Schönen“ zu entwerfen. Der Roman sei also vorwiegend Literatursatire. Schoeller betont dagegen den Gehalt des Romans an „politischen und sozialdiagnostischen Aussagen“: Vieles, was der heutige Leser als karikaturistische Übertreibungen empfinde, habe durchaus Vorlagen im „Eldorado der Berliner Gründerjahre.“ Allerdings wirkten Details und das realistische Lokalkolorit in der lockeren episodischen Form des Romans beiläufig und würden von der Märchenstrategie und „Szenenregie“ (Hugo Dittberner) des Erzählers versteckt.
Schoeller nennt auch einige künstlerische Einwände: „die allzu lockere episodische Form […] bisweilen ein Über-Aufwand an karikaturistischen Mitteln […] Auch mag heute, nach der Erfahrung mit der nazistischen Rassenpolitik, einiger Vorbehalt gegen den Hautgout angebracht sein, von dem einige jüdische Mitglieder der Berliner Finanz- und Pressebourgeoisie umgeben sind. Ein Vorwurf des Antisemitismus ist davon allemal nicht abzuleiten, handelt es sich doch im Roman um ein ästhetisches Verdikt, das auch die anderen Mitglieder des Schlaraffenlandes gleichermaßen trifft.“ In Kindlers Literaturlexikon wird der Vorwurf des Antisemitismus am Text überprüft: „Die Zeichnung der Figuren ist im Schlaraffenland von satirischer, die Karikatur streifender Schärfe; doch richtet sich die Kritik des Autors nicht gegen eine bestimmte Gruppe in der Gesellschaft, sondern gilt allen: den jüdischen Finanzgewaltigen und Redakteuren, den Journalisten, Adligen, Parvenüs und dem Proletariat. Sie alle werden vor allem durch ihre Sprache gekennzeichnet, durch ihre Kommentare, Redensarten und Umgangsformen, die ebenso verludert und oberflächlich sind wie die ganze, von Heinrich Mann voller Hohn porträtierte Berliner Gesellschaft um 1895.“

## Filmadaptionen
- 1975 für die DEFA (DDR); Regie: Kurt Jung-Alsen, Darsteller: Jaecki Schwarz
- 1981 für das ZDF; Regie: Fritz Umgelter, Darsteller: Bernhard Wicki, Barbara Rütting